# Ptolemeu Apió
Ptolemeu Apió (grec antic: Πτολεμαῖος Ἀπίων, Ptolemáios Apíōn) fou un rei de Cirene aproximadament entre els anys 104 aC i 96 aC.
Era fill il·legítim de Ptolemeu VIII Evergetes II i de la seva concubina Irene. A la mort del pare era governador de Cirene, i segon algunes fonts el Ptolemeu VIII li havia deixat aquest regne en morir el 116 aC. El 110 aC Ptolemeu IX Làtir es va retirar a Cirene on va romandre uns mesos fins que el 109 aC va tornar a Egipte, d'on va ser expulsat un altre cop el 108 aC i retirant-se de nou a Cirene va sortir d'allà el 105 aC a la conquesta de Xipre de la que es va proclamar rei el 104 aC. Apió va quedar com a rei de Cirene, títol que va agafar abans del 101 aC que és quan apareix mencionat per primer cop amb títol reial.
A la seva mort el 96 aC va deixar el regne al poble de Roma però el senat romà va refusar el llegat i va declarar lliures les ciutats de Cirenaica, que no es va convertir en província romana fins al 75 aC i de fet fins al 66 aC quan va ser unida a Creta.
Fest, Ammià Marcel·lí i Jeroni d'Estridó, per aquest desfasament entre la cessió i la conversió en província, suposaven que hi havia hagut un segon Ptolemeu Apió, opinió que compartiren alguns historiadors moderns fins que a finals del segle xix va quedar ben establert que va ser l'únic rei d'aquest nom.